# Ray Barlow
Raymond John „Ray“ Barlow (* 17. August 1926 in Swindon; † 14. März 2012 in Bridgend, Wales) war ein englischer Fußballspieler.
Der Halblinks kam im August 1944 zum Zweitligisten West Bromwich Albion, wo er bis Sommer 1960 insgesamt 482 Partien bestritt und 48 Tore erzielte; darunter fallen sowohl Einsätze in der Football League (403 Spiele, 31 Tore) als auch Partien im FA Cup (fünf Tore in 46 Spielen). Im Februar 1945 hatte Barlow im Wartime League Cup sein erstes Spiel für die „Baggies“ bestritten, ehe er zu Beginn der Saison 1946/47 beim 7:2-Erfolg über AFC Newport County in der zweiten Liga debütierte. Zu den größten Erfolgen Barlows mit der Mannschaft zählen der Aufstieg in die erste Liga 1949 sowie der Gewinn der Vizemeisterschaft und des FA Cups im Jahr 1954. Nach einem weiteren Jahr und fünf Ligaspielen ohne Torerfolg bei Birmingham City beendete er im Sommer 1961 seine Profikarriere.
Am 2. Oktober 1954 kam Barlow zu seinem einzigen Länderspiel für die englische Nationalmannschaft; beim 2:0-Sieg über Nordirland stand er 90 Minuten lang auf dem Platz.
Barlow wurde im Jahr 2004 als einer der 16 besten Spieler seines langjährigen Vereins West Bromwich Albion ausgezeichnet; er starb nach langer Krankheit im Alter von 85 Jahren und hinterließ drei Kinder.